# Cattedrale di Nostra Signora delle Grazie
La cattedrale di Nostra Signora delle Grazie (in portoghese Catedral Metropolitana de Belém) è il principale luogo di culto cattolico della città brasiliana di Belém, capitale dello stato di Pará.

## Storia
Una prima cappella fu costruita nel 1616 all'interno dell'antico forte do Presépio, da Francisco Caldeira Castelo Branco, e poi spostata nella sua sede attuale. Rimase una cappella fino al 1719, quando fu elevata al rango di cattedrale. Nel 1748 iniziò la costruzione dell'attuale cattedrale in stile barocco. Le opere proseguirono fino al 1755, quando fu completata fino all'arco di incrocio. Nel 1753 arrivò a Belém Giuseppe Antonio Landi, al quale il vescovo assegnò il compito di continuare i lavori. A quel momento la chiesa era costruita fino all'altezza del tetto. I lavori per la cattedrale furono sospesi dal 1761 al 1766, quando ripresero su richiesta del cabildo. Il 1º febbraio 1774, che segnò anche la fine dei lavori.
Le torri, simili a quelle della chiesa della Mercede a Belém, anch'essa progettata da Landi, non hanno paragoni nel mondo portoghese-brasiliano e si ispirano a modelli bolognesi, città d'origine dell'architetto. L'imponente frontone, affiancato da pinnacoli piramidali neoclassici, ha un profilo più barocco-rococò e contiene una nicchia con una statua della Madonna. L'edificio fu completamente terminato nel 1782.
Nel 1882, la decorazione interna della chiesa subì un radicale rinnovamento, voluto dal vescovo Antônio de Macedo Costa, quando la cattedrale fu sottoposta a un'importante modifica. La pala d'altare originale, opera del Landi, era di gusto rococò e comprendeva un dipinto della Madonna delle Grazie del pittore portoghese del XVIII secolo Pedro Alexandrino de Carvalho. Sia la pala d'altare che il dipinto sono attualmente perduti e si conoscono solo i disegni.
L'attuale altare maggiore fu realizzato a Roma da Luca Carimini nel XIX secolo, mentre i dipinti che decorano l'interno furono eseguiti dagli italiani Domenico de Angelis e Giovanni Capranesi. Il grande organo, proveniente dalla bottega del francese Aristide Cavaillé-Coll, fu installato nel 1882. È il più grande organo di questa manifattura in Brasile e uno dei più grandi dell'America Latina.